# مارلين هورن
مارلين هورن (بالإنجليزية: Marilyn Horne)‏ (و. 1934  م) هي مغنية، ومغنية أوبرا أمريكية، ولدت في برادفورد، وهي عضوةٌ في الأكاديمية الأمريكية للفنون والعلوم.

## التعليم
تعلمت في جامعة كاليفورنيا الجنوبية، وكلية الموسيقى في جامعة كاليفورنيا الجنوبية ‏، وأكاديمية الغرب الموسيقية ‏.

## جوائز
حصلت على جوائز منها:
- جائزة غراموفون للإنجاز الحياتي (2005)
- الميدالية الوطنية للفنون
- مركز كينيدي الثقافي.

## وصلات خارجية
- مارلين هورن على موقع IMDb (الإنجليزية)
- مارلين هورن على موقع الموسوعة البريطانية (الإنجليزية)
- مارلين هورن على موقع مونزينجر (الألمانية)
- مارلين هورن على موقع ميوزك برينز (الإنجليزية)
- مارلين هورن على موقع إن إن دي بي (الإنجليزية)
- مارلين هورن على موقع أول ميوزيك (الإنجليزية)
- مارلين هورن على موقع ديسكوغز (الإنجليزية)
- مارلين هورن على موقع قاعدة بيانات الفيلم (الإنجليزية)

- مارلين هورن في قاعدة بيانات الأفلام على الإنترنت